# Arteria torácica interna
La arteria torácica interna o mamaria interna (llamada así en el sexo femenino) es una arteria que se origina en las ramas descendentes de la arteria subclavia.

## Ramas
Colaterales:
- Ramos anteriores, que perforan el músculo intercostal interno y terminan en el pectoral mayor.
- Ramos posteriores:

- Arterias tímicas.
- Arterias pericardíacas.
- Arterias mediastínicas anteriores o ramos mediastínicos anteriores de la arteria mamaria interna (TA: rami mediastinales arteriae thoracicae internae; arteriae mediastinales anteriores) se originan como ramas colaterales de la mamaria interna. Presentan ramas para el timo y el pericardio y la arteria diafragmática superior. Se distribuyen hacia el pericardio, los ganglios linfáticos y el timo en el mediastino anterior y superior.]

- Ramas internos, para la cara posterior del esternón.
- Ramas externos, que constituyen las arterias intercostales anteriores.

Terminales:
- Rama torácica o toracofrénica.
- Rama diafragmática.
- Rama abdominal.
- Arteria musculofrénica.
- Arteria epigástrica superior.

## Distribución
Se distribuye hacia la pared torácica anterior, los órganos mediastínicos y el músculo diafragma.